# Hautzinger Sándor
Hautzinger Sándor (Lépesfalva, 1885. november 22. – 1973. május 2.) magyar olimpikon, evezős, sportvezető.

## Életpálya
1904-ben kezdett el birkózni és evezni. 1905–1932 között a Pannónia Evezős Club (PEC) sportolójaként indult evezős versenyein. 1905–1914 között minden évben utcahosszal nyerte a bécsi regattát. Kormányos négyesben és nyolcasban 19-szeres magyar bajnok. Visszavonulásra az első világháború okozta négyéves kényszerszünet után sem gondolt. 1929-ben 44 évesen még magyar bajnok tudott lenni. 1905-ben középsúlyú birkózásban magyar bajnokságot szerzett. A legeredményesebb  magyar evezős, aki több mint 20 évig versenyzett világszínvonalon. Visszavonulását követően 1932–1936 között a magyar válogatott szövetségi kapitánya volt a legnagyobb sikerek idején. 1911–1914 között a Ferencvárosi TC jéglabda csapatának centere volt.

### Európa-bajnokság
- 1910-ben a kormányos nyolcevezős (Bányai Béla, Szebeny György, Szebeny Antal, Szebeny Miklós, Jesze Kálmán, Hautzinger Sándor, Éder Róbert, Kirchknop Ferenc, kormányos: Koch Károly) versenyszámban - bronzérmes
- 1921-ben a kormányos nyolcevezős (Keresztes H. István, Józsa László, Jesze Károly, Wick Lajos, Jesze Kálmán, Szendeffy István, Hautziner Sándor, Kirchknopf Ferenc, kormányos: Koch Károly) versenyszámban - ezüstérmes
- 1922-ben a kormányos nyolcevezős (Keresztes H. István, Józsa László, Török Zoltán, Wick Lajos, Jesze Kálmán, Szendeffy István, Hautzinger Sándor, Kirchknop Ferenc, kormányos: Koch Károly) versenyszámban - bronzérmes
- 1923-ban a kormányos négypárevezős (Wick Lajos, Hautzinger Sándor, Török Zoltán, Muhr Károly, kormányos: Koch Károly) versenyszámban - bronzérmes
- 1925-ben a kormányos négypárevezős (Wick Lajos, Hautzinger Sándor, Blum Béla, Török Zoltán, kormányos: Koch Károly) versenyszámban - ezüstérmes

### Olimpiai játékok
Az 1908. évi nyári olimpiai játékok kormányos nyolcevezős versenyszámban, Pannónia csapattársaival (Éder Róbert, Haraszthy Lajos, Hautzinger Sándor, dr. Kirchknopf Ferenc, Kleckner Sándor, Szebeny Antal, Várady Jenő, Wampetich Imre vezérevezős és Vaskó Kálmán,  kormányos) az 5. helyen végzett.
Az 1924. évi nyári olimpiai játékok kormányos négypárevezős versenyszámban, Pannónia csapattársaival – 39 évesen – 7. helyen végzett. Az Angliából rendelt hajójukat a verseny előtt az orrán sérült állapotban vették át. Gyorsan leragasztották leukoplaszttal, és így álltak rajthoz. Két hajóhosszal vezettek az olasz hajó előtt előtt, amikor a vízzel mindinkább megtelő hajójuk 200 méterrel a cél előtt elsüllyedt!
Az 1928. évi nyári olimpiai játékok kormányos négypárevezős versenyszámban, Pannónia csapattársaival – 43 évesen – 6. helyen végzett.

## Külső hivatkozások
- Hautzinger Sándor. huszadikszazad.hu. (Hozzáférés: 2015. szeptember 10.)
- Hautzinger Sándor. magyarvagyok.com. (Hozzáférés: 2015. szeptember 10.)
- Hautzinger Sándor. jochapress.blog.hu. (Hozzáférés: 2015. szeptember 10.)
- Hautzinger Sándor. mob.hu. (Hozzáférés: 2015. szeptember 10.)
- Hautzinger Sándor. wordpress.com. (Hozzáférés: 2015. szeptember 10.)